# (29391) Knight
(29391) Knight est un astéroïde de la ceinture principale.

## Description
(29391) Knight est un astéroïde de la ceinture principale. Il fut découvert le 17 juin 1996 à Needville par l'Observatoire de Needville. Il présente une orbite caractérisée par un demi-grand axe de 2,66 UA, une excentricité de 0,17 et une inclinaison de 1,2° par rapport à l'écliptique.

## Compléments